# 橘遠茂
橘 遠茂 (たちばな の とおもち、生年不詳-1180年)は、平安時代末期の武士、駿河国の目代。 平家方として駿河・遠江の軍勢を率いて反平家方の武田氏と戦い敗死する。現地の平家支持派壊滅は、富士川の合戦における平家敗北の要因ともなる。

## 経歴
「萩原氏系図」によれば、藤原純友を討ち取った橘遠保の末裔とされる。
治承４年(1180年)以前の経歴は不詳だが、後に遠茂の子・為茂が赦免され駿河国富士郡田所職を与えられているので富士郡がこの一族の本拠地であったと思われる。
治承４年８月25日、平家方の俣野景久（大葉景親の弟）と合流して反平家方の武田氏攻略のため甲斐国へ攻め込むが、「波志太山」（富士山の別名「八朶山」＝富士山麓か）で武田一門の安田義定らと合戦になり敗走する（波志田山合戦)。
10月１日、甲斐源氏の襲来に備え、興津周辺に駿河・遠江の軍勢を集結させる。橘遠茂が興津で武田軍を迎撃しようとしたのは、同地が交通の要衝であることだけではなく、このあたりが遠茂の動員した武士団の東限であったためと考えられている。
おそらく興津で平維盛を総大将とする追討軍の到着を待っていたと思われるが、その追討軍の動きは鈍く、待ちかねた遠茂は長田入道の進言を容れて１３日に再度甲斐へ先制攻撃を加えるべく進発する。それを察知した武田勢は迎撃のため駿河に出兵し、翌14日に遠茂率いる駿河・遠江軍は鉢田辺（富士宮市北部朝霧高原付近か）で武田勢と遭遇して戦闘となる（鉢田の戦い）。遠茂は敗れて捕らえられるがすぐに処刑されたと思われ、長田入道とその息子２人らとともに梟首される。加藤光員によって討ち取られたともいわれる。
駿河に到着した追討軍は現地平家支持派の壊滅を知る。現地勢力の支援を受けられない追討軍には動揺が広がり、これが富士川の合戦の敗因となる。富士川での平家敗北は東国の軍事・政治情勢を大きく変化させるもので、その要因となった波志田山合戦や鉢田の戦いの意義はより強調されてしかるべきとの意見もある。
文治３年（1187年）12月10日、遠茂の子・為茂が「北条殿の計として」赦免され、駿河国富士郡田所職を給わる。
鎌倉時代、駿河・遠江の御家人の大半は現地の地頭に任じられず、伊豆・相模・武蔵など他国の武士が乗り込んでいる状況となるのは、両国の武士の多くは橘遠茂とともに没落したためと考えられている。

## 系譜
「萩原氏系図」に基づく
- 父：橘遠忠（長田庄司）
- 母：不詳
- 妻：不詳
  - 男子：橘為茂
    - 孫：以康[9]

「萩原氏系図」では遠茂の父・遠忠は「治承四年十月甲斐源氏争梟首」と記されており、長田入道と同一人物とみなしている。近世に記された駿河国の地誌『駿河国新風土記』にも橘遠茂の父親が長田入道という伝承が記録されている。